# Zaouia Annahlia
Zaouia Annahlia (àrab الزاوية النحلية) és una comuna rural de la província de Chichaoua de la regió de Marràqueix-Safi. Segons el cens de 2014 tenia una població total de 10.757 persones.